# Delegation in internationalen parlamentarischen Versammlungen
Die Delegationen in internationalen parlamentarischen Versammlungen stellen einen Spezialfall der Kommission dar. Sie haben die Aufgabe, die Schweizerische Bundesversammlung in einer internationalen parlamentarischen Versammlung zu vertreten. Die rechtliche Grundlage findet sich in der Verordnung der Bundesversammlung über die Pflege der internationalen Beziehungen des Parlamentes (VPiB).

## Die verschiedenen Delegationen

### EFTA/EU-Delegation
Die Schweizer Parlamentarierdelegation bei der Europäischen Freihandelsassoziation und dem Europäischen Parlament (EFTA/EU-Delegation) vertritt die Bundesversammlung im parlamentarischen Ausschuss der Europäischen Freihandelsassoziation und in der parlamentarischen Versammlung des Europarates (Art. 2 VPiB). Sie hat zudem die Aufgabe, die Beziehungen zum Europäischen Parlament zu pflegen (Art. 3 VPiB). Ihre Mitglieder sind: Benedikt Würth (Präsident, Die Mitte), Thomas Aeschi (Vizepräsident, SVP), Hannes Germann (SVP), Eric Nussbaumer (SP), Hans-Peter Portmann (FDP)
Art 3 des Reglements der EFTA/EU-Delegation sieht folgende Aufgaben vor:

«Die Delegation bzw. ihre Mitglieder nehmen an folgenden Aktivitäten teil:
- Tagung des EFTA-Parlamentarierkomitees;
- Ministertreffen der EFTA;
- Bilaterale Treffen mit der DEEA-Delegation des Europäischen Parlaments;
- Besuche des EFTA-Parlamentarierkomitees in Drittstaaten;
- Bilaterale Besuche in Drittstaaten, mit denen die EFTA in Freihandelsverhandlungen steht;
- Tagungen des Gemeinsamen Parlamentarischen Ausschusses des Europäischen Wirtschaftsraums;
- Ministertreffen des Europäischen Wirtschaftsraums;
- Themenspezifische Besuche und Konferenzen der EFTA bzw. ihrer Partnerinstitutionen;
- Themenspezifische Besuche und Konferenzen des Europäischen Parlaments und der nationalen Parlamente der EU-Mitgliedstaaten.»

### Parlamentarierdelegation bei der IPU
Die Parlamentarierdelegation bei der Interparlamentarischen Union (IPU) ist eine ständige Delegation, die die Bundesversammlung bei Treffen der IPU vertritt. Ihr gehören Daniel Jositsch (Präsident, SP), Christine Badertscher (Grüne), Andrea Caroni (FDP), Laurence Fehlmann Rielle (SP), Johanna Gapany (FDP), Thomas Hurter (Vizepräsident, SVP), Christian Lohr (Die Mitte) und Laurent Wehrli (FDP) an.
Das Reglement der Bundesversammlung für die Delegation sieht folgende Aufgaben für sie vor:
- Teilnahme an beiden jährlichen Versammlungen der IPU;
- Teilnahme von einzelnen Mitgliedern der Delegation an Sitzungen von Komitees oder anderen Gremien der IPU, in welchen das betreffende Delegationsmitglied offiziell Einsitz hat;
- Teilnahme von einzelnen Mitgliedern der Delegation an weiteren Konferenzen, Seminaren und sonstigen offiziellen Anlässen der IPU;
- Teilnahme an Sitzungen und Arbeitsbesuchen im Rahmen der Ausübung von Berichterstattermandaten;
- Wahrnehmung von Gastgeberaufgaben anlässlich von Konferenzen der IPU in Genf;
- Wahrnehmung von Gastgeberaufgaben anlässlich von Besuchen von IPU-Delegationen anderer Staaten oder Vertretern der IPU in Bern;
- Pflege von bilateralen Beziehungen im Rahmen von Treffen mit anderen nationalen Delegationen oder Vertretern der IPU.[4]

### Delegation bei der APF
Die Schweizer Parlamentarierdelegation bei der Parlamentarischen Versammlung der Frankophonie (APF) nimmt im Auftrag der Bundesversammlung an Aktivitäten der APF teil. Sie besteht nur aus Parlamentariern französischer Sprache (Art. 6 Abs. 1 Bst. D VPiB). Ihr gehören Charles Juillard (Präsident, Die Mitte), Christine Buillard-Marbach (Die Mitte), Jean-Pierre Grin (SVP), Carlo Sommaruga (SP) und Nicolas Walder (Vizepräsident, Grüne) an.
Die Delegation nimmt insbesondere an folgenden Aktivitäten der APF teil:
- Sitzungen des Büros der APF;
- Sitzungen der Kommissionen und Netzwerke der APF;
- Plenarversammlungen der APF;
- Tagungen der Präsidenten der Region Europa der APF;
- Regionalversammlungen Europa der APF;
- Seminare der APF oder von Partnerinstitutionen;
- internationale Wahlbeobachtungsmissionen der OIF oder von Partnerinstitutionen;
- Frankophonie-Gipfel;
- Ad-hoc-Sitzungen.[6]

### Delegation bei der parlamentarischen Versammlung der OSZE
Die Delegation nimmt im Auftrag der Bundesversammlung an den Aktivitäten der Parlamentarischen Versammlung der OSZE (PV OSZE) teil. Sie besteht aus Andreas Aebi (Präsident, SVP), Josef Dittli (FDP), Daniel Fässler (Vizepräsident, Die Mitte), Claudia Friedl (SP), Ida Glanzmann-Hunkeler (Die Mitte) und Werner Salzmann (SVP).
Die Delegation nimmt insbesondere an folgenden Aktivitäten teil:
- Jahrestagungen der PV OSZE;
- Wintertagungen der PV OSZE;
- Herbsttagungen der PV OSZE;
- thematische Konferenzen der PV OSZE bzw. ihrer Partnerinstitutionen;
- Ad hoc Sitzungen der PV OSZE bzw. ihrer Partnerinstitutionen;
- von der PV OSZE mitorganisierte Wahlbeobachtungsmissionen.[8]

### Parlamentarierdelegation beim Europarat ERD
Schweizer Parlamentarierdelegation bei der Parlamentarischen Versammlung des Europarats beteiligt sich im Auftrag der Bundesversammlung an der Erfüllung der Aufgaben der Parlamentarischen Versammlung des Europarats (PVER). Ihre Mitglieder sind: Damien Cottier (Präsident, FDP), Sibel Arslan (Grüne), Roland Rino Büchel (SVP), Marina Carobbio Guscetti (SP), Olivier Français (FDP), Alain-Pierre Fridez (SP), Hannes Germann (Vizepräsident, SVP), Jean-Pierre Grin (SVP), Niklaus-Samuel Gugger (Die Mitte), Alfred Heer (SVP), Marianne Maret (Die Mitte), Ada Marra (SP)
Zum Aufgabenbereich der Delegation und ihrer Mitglieder gehören insbesondere folgende Tätigkeiten:
- Teilnahme an den Sitzungen der Delegation;
- Teilnahme an den Sessionen der Parlamentarischen Versammlung des Europarates (PVER) einschliesslich der dazugehörigen Vorbereitungssitzungen der Fraktionen;
- Teilnahme an den Sitzungen der Kommissionen oder Subkommissionen der PVER; d. Teilnahme an Sitzungen von weiteren Organen des Europarates als offizielle Vertreter der PVER;
- Teilnahme an Sitzungen und Arbeitsbesuchen im Rahmen der Ausübung von Berichterstattermandaten und Monitoringaufgaben;
- Teilnahme an internationalen Konferenzen als offizielle Vertreter der PVER;
- Teilnahme an internationalen Wahlbeobachtungsmissionen als Mitglied der jeweiligen Ad-hoc Wahlbeobachtungskommission der PVER;
- Wahrnehmung von Gastgeberaufgaben der Delegation im Falle von Sitzungen und Treffen von Kommissionen oder Subkommissionen der PVER oder von weiteren Organen und Vertretern des Europarates in der Schweiz;
- Pflege von bilateralen Beziehungen im Rahmen von Einladungen der Delegation an andere nationale Delegationen oder Vertreter des Europarates anlässlich der Sessionen in Strassburg.[10]

### Schweizer Parlamentarierdelegation bei der NATO-PV
Die Schweizer Parlamentarierdelegation bei der Parlamentarischen Versammlung der NATO (NATO-PV) nimmt im Auftrag der Bundesversammlung an den Aktivitäten NATO-PV teil. Mitglieder der Delegation sind Werner Salzmann (Präsident, SVP), Josef Dittli (FDP) Pierre-Alain Fridez (SP), Ida Glanzmann-Hunkeler (Vizepräsidentin, Die Mitte), Thomas Minder (SVP) und Mauro Tuena (SVP).
Die Delegation bzw. ihre Mitglieder nehmen insbesondere an folgenden Aktivitäten teil:
- halbjährliche Sessionen der NATO-PV;
- thematische Seminare, die regelmässig gemeinsam von der NATO-PV und einem nationalen Parlament organisiert werden;
- Besuche der Ausschüsse der NATO-PV;
- jährliches Programm der NATO-PV für neue Parlamentarier;
- Konferenzen im Rahmen der NATO-PV.[12]

### Ständige parlamentarische Delegation zur Teilnahme an Aktivitäten im Rahmen der OECD
Die ständige parlamentarische Delegation zur Teilnahme an Aktivitäten im Rahmen der OECD (PD-OECD) vertritt die Bundesversammlung an Aktivitäten der OECD (Art. 2a VPiB). Der Delegation gehören Ruedi Noser (Präsident, FDP), Prisca Birrer-Heimo (Vize-Präsidentin, SP), Erich Ettlin (Die Mitte), Alfred Heer (SVP), Sophie Michaud Gigon (Grüne), Thomas Minder (SVP), Nicolò Paganini (Die Mitte) und Carlo Sommaruga (SP) an.